# Ващишин Артур Ярославович
Артур Ярославович Ващишин (нар. 11 червня 2000, Дубно, Рівненська область, Україна) — український футболіст, півзахисник.

## Кар'єра
Артур Ващишин є вихованцем академії київського «Динамо». Виступав за цю команду в першості Дитячо-юнацької футбольної ліги України.
В Юнацькій лізі УЄФА дебютував 18 жовтня 2017 року в матчі проти «Інтернаціонале».
На початку 2021 року на умовах оренди приєднався до одеського «Чорноморця».
29 липня 2021 року перейшов на умовах оренди до хмельницького «Поділля».
Грав за юнацьку збірну України до 17-ти років. В рамках чемпіонату Європи серед юнаків до 17-ти років дебютував 25 вересня 2016 року в матчі проти збірної Туреччини.
У квітні 2016 року дебютував за юнацьку збірну України (U-16) на Турнірі розвитку УЄФА. Після цього відіграв у всіх 4 матчах на Турнірі пам'яті Віктора Баннікова.